# 유희왕 듀얼 링크스
유희왕 듀얼 링크스(Yu-Gi-Oh Duel Links) 코나미가 개발한 일본의 유명한 만화 유희왕을 원작으로 하는 스마트폰 전용 트레이딩 카드 게임이다. 처음에 일본과 북미만을 서비스했으나 이후 여러 나라에 서비스하고 있으며, 한국에서도 서비스 중이다.

## 시스템

### 스피드 룰
유희왕 듀얼 터미널에서 사용한 '스피드 룰'을 사용하며, 스피드 룰의 상세한 사항은 다음과 같다. 밑의 룰 이외는 유희왕 ARC-V 시점의 '마스터 룰 3'과 동일하다.
- 시작시 라이프 포인트는 4000이다.
- 시작시 패는 4장이다.
- 메인 덱은 최소 20장, 최대 30장까지 구성할 수 있다.
- 메인 엑스트라 덱은 최소 0장, 최대 5장까지 넣을 수 있다. 특정 평생 미션을 완료하는 것으로 엑스트라 덱의 매수를 늘릴 수 있다.
- 메인 몬스터 존과 마법/함정 카드 존은 3곳이며, 펜듈럼 소환은 할 수 없다.
- 메인 페이즈2가 존재하지 않는다.즉 배틀 페이즈 종료 후에 바로 엔드 페이즈로 이행한다.
- 캐릭터 레벨을 올리거나 특정 조건을 채우면 캐릭터마다 스킬을 사용할 수 있다

### 듀얼 월드
게임의 무대이며 이 곳에서는 특정한 수의 NPC 듀얼리스트가 모인다. 이 듀얼리스트와 듀얼하면 경험치 및 추가 보상을 얻을 수 있다.
듀얼리스트는 일정 시간이 지나면 리스폰되며, '듀얼 오브'를 이용하여 즉시 듀얼리스트를 모이게 할 수도 있다.
게이트
일명 전설의 듀얼리스트라고 불리는 캐릭터와 바로 듀얼이 가능하게 만드는 시스템. 일정량의 '키 아이템'을 지불하면 듀얼할 수 있다. 보통 듀얼 월드에 오지 않은 캐릭터와 듀얼을 원할 때 사용한다.
(분수대를 클릭하여 일정확률로 세개의 물이 동시에 솟아오르면 보석을 얻을 수 있다.
듀얼 테스트를 클릭하여 듀얼 퀴즈를 풀거나 하루에 한 번 로너 덱 듀얼을 사용하여 보석을 얻을 수 있다.
일일 대체 챌린지를 듀얼하면 듀얼보상을 보석,골드,열쇠 세가지 중에 렌덤하게 하나를 얻을 수 있다.)
PvP 아레나
전국의 유저들과 통신 듀얼이 가능한 시스템. 랭킹을 올릴 수 있는 '랭크 듀얼', 랭킹과 상관없이 듀얼하는 '캐주얼 듀얼', 등록된 친구와 듀얼하는 '친구 듀얼', 자신이 저장한 듀얼을 다시 보거나 다른 유저들의 플레잉을 볼 수 있는 '듀얼 리플레이'를 즐길 수 있다.
(PvP 아레나쪽에 전등을 왼쪽 또는 오른쪽을 클릭하면 일정확률로 보석을 얻을 수 있다.)
상점
화폐인 '보석'을 이용하여 카드 팩을 구매할 수 있는 시스템. 1팩 당 보석 50개로 구매가 가능하며 카드 3장을 얻을 수 있다. 또는 과금을 이용하여 더 많은 팩을 사거나 특전 듀얼 필드 등의 보상을 추가로 얻을 수도 있다.
(상점쪽에 상점간판위에 홀로그램으로 되어있는 곳을 클릭하면 일정확률로 보석을 얻을 수 있다)
카드 트레이더
상점 앞에 존재하는 NPC로, 듀얼 보상이나 카드 변환으로 얻을 수 있는 '골드'와 '구슬'로 강력한 카드를 교환할 수 있다.
카드 스튜디오
덱을 맞추거나, 현재 소유하고 있는 카드의 확인 및 변환, 자신의 덱 평가, 현재 플레이어들의 플레이 현황 등을 볼 수 있다.(카드 스튜디오쪽에 쓰레기통을 클릭하면 일정확률로 몬스터가 나오면 보석을 얻을 수 있다.)
거리 리플레이
거리 리플레이를 클릭하여 하루에 한번 듀얼 리플레이를 시청하여 시청을한후 보석5개를 얻을 수 있다.
이벤트 KC 컵
이벤트 KC 컵에 듀얼을 완료하면 보석을 얻을 수 있다.
레벨
각 캐릭터를 레벨을 올리거나 일반 스테이지 미션을 완료하면 보석을 얻을 수 있다.

## 상점 내 팩
보통의 팩인 '부스터 박스'과, 특정 속성을 위시하여 더 적은 카드가 들어 있는 '미니 박스'로 나뉘어 있다. 가격과 1팩 구성은 어느 쪽이든 같다.
또한 스트럭쳐 덱은 20장~25장의 카드가 확정적으로 들어 있다. 가격은 보석 500개/4800원으로 보석으로는 1계정 당 1덱만 살 수 있다.

### 부스터 박스
얼티밋 라이징
커버 카드는 '궁극의 푸른 눈의 백룡'.
네오 임팩트
커버 카드는 '메테오 블랙 드래곤'.
레이지 오브 발키리
커버 카드는 '듀나미스 발키리어'.
카오틱 컴플라이언스
커버 카드는 '카오스 솔저'.
크림즌 킹덤
커버 카드는 '뱀파이어 로드'.
일렉트릭 오버로드
커버 카드는 'XYZ-드래곤 캐논'.
제네레이션 넥스트
커버 카드는 '아르카나 나이트 조커'.

### 미니 박스
에이지 오브 디스커버리
물 속성 중점의 팩이며 커버 카드는 '해룡-다이달로스'.
플레임 오브 타이란트
화염 속성 중점의 팩이며 커버 카드는 '타이란트 드래곤'.
원더즈 오브 스카이
바람 속성 중점의 팩이며 커버 카드는 'The 애트머스피어'.
랜드 오브 더 타이탄즈
땅 속성 중점의 팩이며 커버 카드는 '숲의 사냥꾼 그린 바분'과 '숲의 사냥꾼 옐로 바분'.
던 오브 데스티니
화염 속성 중점의 팩이며 커버 카드는 '네프티스의 봉황신'.
에코즈 오브 사일런트
빛 속성 중점의 팩이며 커버 카드는 '사일런트 매지션 LV8'.
서번트 오브 킹즈
어둠 속성 중점의 팩이며 커버 카드는 '혼돈의 흑마술사'.

### 스트럭쳐 덱
소서러즈 얼라이언스
마법사족 덱으로 커버 카드는 '마법 전사 트랜스'.
드래고닉 포스
드래곤족 덱으로 커버 카드는 '펠그란트 드래곤'.
레전더리 워리어즈
전사족 덱으로 커버 카드는 '전설의 길포드'.
히어로 라이징
'히어로' 카드군 덱으로 커버 카드는 '엘리멘틀 히어로 브레이즈맨'.

## 캐릭터
처음에 '어둠의 유우기'와 '카이바 세토' 중 하나를 골라 플레이하며, 다른 캐릭터는 차후 특정 조건 달성 후 해금 가능하다.
각 캐릭터는 듀얼 중에 유리함을 줄 수 있는 '스킬'을 배우며, 특정 캐릭터를 이용해 특정한 카드를 이용하면 특별 대사나 CG 영상이 나온다.

### 전설의 듀얼리스트
게이트에서 즉시 듀얼이 가능하며, 일정 확률로 듀얼 월드에 나타난다. 특정 조건을 달성하면 해금할 수 있다.
어둠의 유우기(어둠의 유희)
성우-구자형
게이트에서는 마법사족 중점 덱을 사용한다.
CG을 지원하는 몬스터
블랙매지션,카오스솔저,오시리스의 천공룡,라의 익신룡,오벨리스크의 거신병,블랙매지션걸
대사가 나오는 몬스터 카드
매지션 오브 블랙 카오스,데몬 소환,크리보,더 트릭키,오벨리스크의 거신병,라의 익신룡,여신의 신궁-아르테미스,용기사 블랙 매지션 걸,합신룡 티마이오스,애뮤릿 드래곤,전설의 기사 티마이오스,매지매지*매지션 걸,환상의 흑마도사,레전더리 매지션 오브 다크
대사가 나오는 마법카드
죽음의 매직 박스,사우전드 나이프,융합,카오스 흑마술의 의식,카오스의 의식,증식,기뢰화,버서커 소울,데블의 성역,티마이오스의 눈,디멘션 매직,레전드 오브 하트,오리컬코스의 결계
대사가 나오는 함정카드
블랙 일루전,흑마족 부활의 관,영혼의 릴레이
NPC
빛의 봉인검(플레이어가 유희로 플레이하고 빛의 봉인검을 쓸 경우 대사가 나오지 않는다(태그 듀얼을 수동으로 자신 팀 NPC를 조종할 수 있게 설정한 후 유희로 빛의 봉인검을 세트하면 다음 자신의 턴에 써볼 수 있다),죽은 자의 소생(엑스트라 카드 전용),매직 실린더(엑스트라 카드 전용),성스러운 방어막 거울의 힘(엑스트라 카드 전용)
카이바 세토(카이바)
성우-장성호
게이트에서는 드래곤족 중심의 고레벨 덱에 '에너미 컨트롤러', '이차원의 전사' 등의 견제 카드를 사용한다.
CG 영상을 지원하는 몬스터
푸른 눈의 백룡,궁극의 푸른 눈의 백룡,뱀파이어 로드,오벨리스크의 거신병
대사가 나오는 몬스터 카드
정의의 아군 카이바맨,XYZ 드래곤 캐논,YZ-캐터펄트 드래곤,XZ-캐터펄트 케논,XY-드래곤 캐논,블러드 볼스,카이저 글라이더
대사가 나오는 마법카드
융합,에너미 컨트롤러,크로스 소울,방어륜
NPC
죽은 자의 소생,거대화
죠노우치 카츠야(조이)
성우-강수진
게이트에서는 융합 몬스터 중점의 덱을 사용한다.
전용 BGM을 쿠자크 마이와 공유한다.
CG을 지원하는 몬스터
붉은 눈의 흑룡,인조인간-사이코 쇼커-
대사가 나오는 몬스터
격투전사 얼티미트,화염의 검사,시간의 마술사,천년룡,로켓 전사,길포드 더 라이트닝,메탈 붉은 눈의 흑룡,블랙 데몬즈 드래곤,검성-네이킷 기어프리드,철의 기사 기어프리트,성도기사 이슈자크,흉내쟁이 환술사,푸른 화염의 검사,용암 마신 라바 골렘,칠흑의 표범전사 팬서 워리어
대사가 나오는 마법카드
융합,범골의 의지,오른손엔 방패 왼손엔 검,천사의 주사위,말뼈의 대가,구속 해제,데인저러스 머신 TYPE-6
대사가 나오는 함정카드
악마의 주사위,도굴꾼,매직 암 실드,쇠사슬 부메랑
쿠자크 마이(메이 발렌타인)
성우-전숙경
게이트에서는 저레벨에는 '해피' 카드군을, 고레벨에는 '아마조네스' 카드군을 사용한다.
전용 BGM을 죠노우치 카츠야와 공유한다.
CG을 지원하는 몬스터
해피 레이디 세자매
대사가 나오는 몬스터
해피걸,공작,해피 레이디,해피 레이디2,해피 레이디3,해피 레이디1,해피의 애완 드래곤,아마조네스의 검사,아마조네스의 사슬 전사,버드 페이스,해피 댄서,해피 레이디*SB*,라의 익신룡
대사가 나오는 마법카드
만화경-화려한 분신-,트라이앵글 X 스파크,해피 레이디-봉황의 진-,사이버 실드,아마조네스의 주술사,해피의 사냥터,해피의 깃털
대사가 나오는 함정카드
구출극,유혹의 섀도우,은막의 거울벽,아마조네스의 궁수대
NPC
해피 퀸,해피 하피스트,히스테릭 샤인,수호신의 창,히스테릭 파티,죽은 자의 소생(엑스트라 카드 전용)
마자키 안즈(안수진)
성우-박선영
게이트에서는 라이프 회복과 천사족 중점 덱을 사용한다.전용 BGM을 무토오 유우기와 공유한다.
CG을 지원하는 몬스터
블랙 매지션 걸
대사가 나오는 몬스터
화염의 마녀,스켈엔젤,마하 바일로,쌍둥이 자매 엘프,용기사 블랙 매지션 걸,매지션즈 발키리어
대사가 나오는 마법카드
마술의 주문서,현자의 보석
NPC
요정의 선물
인섹터 하가(사마준)
성우-서지연
게이트에서는 곤충족 중점 덱을 사용한다.
CG 영상을 지원하는 몬스터
곤충 여왕
대사가 나오는 몬스터 카드
기생충 파라사이드,궁극완전체 그레이트 모스,그레이트 모스,해골 무당벌레,진화의 고치,라바모스,바퀴볼,정신 기생체,대타 메뚜기,인섹트 프린세스
대사가 나오는 마법카드
개미 증식,레이저 캐논 아머,가시신의 살충제,화기부착 인섹트 아머,비취 호루라기,대수해
대사가 나오는 함정카드
메시아의 개미지옥
NPC
흡혈 벼룩(플레이어가 쓸 수 있는 카드지만,대사는 이벤트 NPC 한정이 있다)
전용 BGM을 밴디트 키스, 다이노서 류자키, 고스트 코츠즈카와 공유한다.
다이노서 류자키(다이나소 용만)
성우-전숙경
게이트에서는 공룡족 중점 덱을 사용한다.
CG 영상을 지원하는 몬스터
붉은 눈의 흑룡
대사가 나오는 몬스터
타이란트 드래곤,블랙 티라노,메가자우러,스워드 드래곤,두 머리의 킹렉스,시체를 먹는 용,와일드 랩터,길라사우루스
대사가 나오는 마법카드
황야
전용 BGM을 인섹터 하가, 밴디트 키스, 고스트 코츠즈카와 공유한다.
카지키 료타(마해룡)
성우-정재헌
게이트에서는 필드 마법카드 '바다'를 위시한 물족, 어류족, 해룡족 중점 덱을 사용한다.
CG 영상을 지원하는 몬스터
전설의 어부
대사가 나오는 몬스터
요새 고래
대사가 나오는 마법카드
바다,요새 고래의 맹세,전설의 도시 아틀란티스,망각의 도시 레뮤리아
대사가 나오는 함정카드
망각의 해저신전
NPC
리바이어던,회오리 해류벽
밴디트 키스(키스 하워드)
성우-김환진
게이트에서는 기계족 중점 덱을 사용한다.
CG 영상을 지원하는 몬스터
속사포 드래곤
대사가 나오는 몬스터
슬롯머신 AM-7,칼날 고문 기계,메탈 데블 조아,데블 조아,TM-1 런처 스파이더,기계왕,메카 헌터
대사가 나오는 마법카드
수비봉인,7 카드,오른손엔 방패 왼손엔 검
대사가 나오는 함정카드
메탈화 마법반사장갑,시간의 기계-타임머신
전용 BGM을 인섹터 하가, 다이노서 류자키, 고스트 코츠즈카와 공유한다.
이시즈 이슈타르
성우-박신희
게이트에서는 '묘지기' 카드군을 사용한다. 전용 BGM을 리시드와 공유한다.
CG을 지원하는 몬스터
없음
대사가 나오는 몬스터
묘지기의 암살자,묘지기의 무녀,묘지기의 장,졸가,아기도,켈도,묘지기의 대포병,묘지기의 소환사,묘지기의 심신자,묘지기의 창기병,무도라,묘지기의 대신관
대사가 나오는 마법카드
묘지기의 석판,네크로밸리의 제전,원더 원드,마법 재생,다그라의 검,무덤으로의 동반
대사가 나오는 함정카드
제물이 감춘 폭탄,무효
NPC
묘지기의 기도사,왕가의 골짜기-네크로밸리,강령의 의식
리시드
성우-안장혁
게이트에서는 언데드족 중점 덱을 사용한다.전용 BGM을 이시즈 이슈타르와 공유한다.
CG을 지원하는 몬스터
아포피스의 화신
대사가 나오는 몬스터
신성한 몬스터 셀케트,자칼의 영기사,라의 익신룡
대사가 나오는 마법카드
왕가의 신전
대사가 나오는 함정카드
아누비스의 저주,쥐덫,아누비스의 심판,소울 오브 스태추,커스 오브 스태추
무토오 유우기(유희)
성우-엄상현
기간 한정 이벤트 듀얼 상대로, 플레이어블 캐릭터가 아니였으나 '듀얼리스트 연대기:왕국으로의 출항'의 1회차 클리어 보상으로 지급되었다. 게이트에 등장하지 않는다.
기간 한정 이벤트에서는 작중에서 사용한 카드와 '마력 카운터'를 사용하는 덱을, 2차 이벤트에서는 '마그넷 워리어' 카드군 같은 암석족 중점 덱을 사용한다. 이벤트가 끝난 지금은 게이트에서도 등장하게 되었고 스테이지 레벨 13에 도달하여 특정 미션을 완료하면 플레이어블 캐릭터로 해금할 수 있게 되었다.
CG영상을 지원하는 몬스터
파괴룡 간드라,사일런트 매지션 LV8,블랙 매지션,봉인된 엑조디아(봉인된 자의 오른쪽 다리,봉인된 자의 왼쪽 다리,봉인된 자의 오른쪽 팔,봉인된 자의 왼쪽 팔이 자신의 패에 모이면 CG영상을 볼 수 있다)
대사가 나오는 몬스터
커스 오브 드래곤,토이 매지션,블록맨,데몬 소환,자석의 전사 마그넷 발키리온,마그넷 워리어a(일본어 음성으로는 마그넷 워리어만 외친다.),버스터 블레이더,사일런트 매지션 LV4,침묵의 마술사-사일런트 매지션(사일런트 매지션 음성은 레벨의 상관없이 같다),사일런트 스워드맨 LV7,사일런트 스워드맨 LV5,사일런트 스워드맨 LV3,침묵의 검사-사일런트 스워드맨(사일런트 스워드맨 음성은 레벨의 상관없이 같다),
대사가 나오는 마법카드
죽음의 매직 박스,봉인의 황금궤,욕망의 항아리(단,얻으면 영구적으로 사용할 수 있는 일반카드가 아닌 엑스트라 카드아이템을 사용할 때 쓸 수 있다)
대사가 나오는 함정카드
매지션즈 서클,영혼의 줄,성스러운 방어막 거울의 힘
전용 BGM을 마자키 안즈와 공유한다.
페가수스 J. 크로포드
성우-홍시호
기간 한정 이벤트 듀얼 '툰 월드 개장'의 상대로, 플레이어블 캐릭터가 아니나 이벤트 누적 점수가 특정치에 도달하면 플레이어블로 사용할 수 있다. 게이트에서만 등장하며 '툰' 카드군을 사용하나, 2차 이벤트에서는 듀얼 월드에서도 등장하며 특정 확률로 '새크리파이스'를 중점으로 한 덱을 사용했다. 이벤트가 끝난 지금은 스테이지 13에 도달하면 게이트는 물론 듀얼월드에서도 등장하며 특정 미션을 완료하면 해금할 수 있게 되었다.
CG 영상을 지원하는 몬스터
새크리파이스
대사가 나오는 몬스터
데블 박스,툰 가면마도사,툰 드래곤 에그,툰 인어,툰 데몬,블루 아이즈 툰 드래곤,툰 블랙 매지션 걸(이벤트 한정 보상으로만 얻을 수 있다),툰 쌍둥이 자매 엘프
대사가 나오는 마법카드
카피캣,샤인 캐슬,툰 목차,툰 월드,툰 킹덤,융합
대사가 나오는 함정카드
툰 디펜스,마인드 핵
NPC
툰 고블린 돌격 부대,툰 캐논 솔저,드래곤족 봉인 항아리
어둠의 바쿠라(어둠의 바크라)
성우-정재헌
기간 한정 이벤트 듀얼 '죽음의 위저 보드'의 상대로, 플레이어블 캐릭터가 아니나 이벤트 누적 점수가 특정치에 도달하면 플레이어블로 사용할 수 있다. 게이트에서는 악마족과 언데드족 카드군을 사용하나, 듀얼 월드에서는 특정 확률로 '어둠의 지배자-조크'를 중점으로 한 덱을 사용했다.
전용 BGM을 어둠의 마리크와 공유한다. 이벤트가 끝난 지금은 스테이지 13에 도달하면 듀얼월드에서도 등장하며 특정 미션을 완료하면 해금할 수 있게 되었다.
CG 영상을 지원하는 몬스터
다크 네크로피어
대사가 나오는 몬스터
고블린 좀비,식인 곤충,어둠의 지배자-조크,사령기사 데스커리버 나이트
대사가 나오는 마법카드
얕은 무덤,어둠의 지배자와의 계약
대사가 나오는 함정카드
침묵의 사악령
NPC
엑토플라즈머,암흑의 문,사령 조마
진지한 죠노우치 카츠야(슈퍼 조이)
성우-강수진
기간 한정 이벤트 듀얼 상대로, 기본적인 사양은 죠노우치 카츠야로 동일하나 동레벨대 NPC에 비해 수준이 높으며 덱 또한 융합 몬스터 중점의 덱이 아닌 '붉은 눈' 카드군을 사용한다. 플레이어블 캐릭터가 아니며 게이트에 등장하지 않는다.
미궁 형제
성우-강구한(미)/김영선(궁)
기간 한정 이벤트 듀얼 '미궁 형제:게이트 가디언'의 상대로, 플레이어블 캐릭터가 아니나 이벤트 누적 점수가 특정치에 도달하면 플레이어블로 사용할 수 있다. 게이트와 듀얼 월드 두쪽에서 다 원작에서 사용한 카드들을 기반으로 사용한다.
전용 BGM을 카이바 모쿠바와 공유한다.
이벤트가 끝난 지금은 스테이지 13에 도달하여 특정 미션을 완료하면 해금할 수 있게 되었다.

CG을 지원하는 몬스터
게이트 가디언
대사가 나오는 몬스터
섀도우 구울,수 마신-스가,풍 마신-휴가,번개 마신-썬가,카이저 씨호스,미궁출현-래버린스 월,월 섀도우,미궁의 마전차,던전 웜,지옥의 마물사,기가테크 울프,지뢰거미
대사가 나오는 마법카드
함정 해제,마법 제거,융합,제물 인형,포스,메테오 스트라이크,각성의 빛,미궁 변화,데몬팰리스-악마의 미궁-
대사가 나오는 함정카드
악몽의 미궁,아누비스의 심판
카이바 모쿠바(모크바)
성우-문남숙
기간 한정 이벤트 듀얼 상대로, 플레이어블 캐릭터가 아니였으나 유희왕 GX의 캐릭터가 추가되며 같이 추가되었다. 게이트에 등장하지 않는다.
기간 한정 이벤트에서는 각종 하급 드래곤족 몬스터와 '정의의 아군 카이바맨'을 이용해 '푸른 눈의 백룡'을 소환하는 형태의 하급 비트다운 덱을 사용한다.
전용 BGM을 미궁 형제와 공유한다.
CG을 지원하는 몬스터
푸른 눈의 백룡
대사가 나오는 몬스터
헝그리 버거,드래곤의 제왕,알렉산드라이트 드래곤,홀리 엘프,식인 식물,트로이 목마,에머랄드 드래곤,정의의 아군 카이바맨,루드 카이저,코댁,크로코다이러스,다이아몬드 드래곤,사파이어 드래곤
대사가 나오는 마법카드
햄버거 요리법,드래곤을 부르는 피리,고대의 룰
대사가 나오는 함정카드
홀리 엘프의 축복
NPC
공격 무력화
판도라
성우-유동균
기간 한정 이벤트 듀얼 상대로, 플레이어블 캐릭터가 아니다. 게이트에 등장하지 않는다.
'킬러 토마토', '마도화 리전', '더블 코스톤' 같은 하급 어둠 속성 몬스터를 이용해 '블랙 매지션'의 빠른 소환에 치중한 덱을 사용한다. 이벤트가 끝난 지금은 스테이지 13에 도달하면 듀얼 월드는 물론 게이트에서도 등장하며 특정 미션을 완료하면 해금할 수 있게 되었다.
CG을 지원하는 몬스터
블랙매지션(붉은 색깔의 블랙매지션을 소환해야 소환씬이 나온다)
대사가 나오는 몬스터
함정술사,마도화 리젼,마도신사-J,원한의 킬러돌,기술왕 문 스타,DD 판도라(유희왕 듀얼 링크스에서 아직 카드 업데이트가 되지 않았다),판도라의 보구함
대사가 나오는 마법카드
사우전드 나이프,숏 건 셔플,봉인 마법의 화살,흑마술의 커튼,마법 해제
대사가 나오는 함정카드
단두대의 참극
NPC
킬러 토마토,악몽의 고문실,엑토플라즈머,매지컬 스타 일루젼,죽은 자의 소생,흑마족 부활의 관,어둠으로의 초대(유희왕 듀얼 링크스에서 아직 카드 업데이트가 되지 않았다)
어둠의 마리크
성우-변현우
기간 한정 이벤트 듀얼 '레어 헌터의 습격:어둠의 마리크의 귀환'의 상대로, 플레이어블 캐릭터가 아니나 이벤트 누적 점수가 특정치에 도달하면 플레이어블로 사용할 수 있다. 이벤트가 끝난 지금은 스테이지 16에 도달하여 특정 미션을 완료하면 해금할 수 있게 되었다.

CG을 지원하는 몬스터
라의 익신룡,용암 마신 라바 골렘
대사가 나오는 몬스터
만력 마신 바이서 데스,보우가니언,레전드 데블,지옥시인 헬포에머,뉴도리아
대사가 나오는 마법카드
마법돌의 채굴,죽은 자의 소생(단,영구적으로 이용할 수 있는 일반카드가 아니라 엑스트라 카드아이템을 이용할 때, 렌덤으로 죽은 자의 소생을 사용할 수 있다)
대사가 나오는 함정카드
몬스터 릴리프,관장수,복병,성스러운 방어막 거울의 힘(단,영구적으로 이용할 수 있는 일반카드가 아니라 엑스트라 카드아이템을 이용할 때, 랜덤으로 성스러운 방어막 거울의 힘을 사용할 수 있다)
NPC
라의 익신룡-구체형,고문 바퀴
고스트 코츠즈카(해골수스)
성우-문남숙
기간 한정 이벤트 듀얼 상대로, 플레이어블 캐릭터가 아니다. 게이트에 등장하지 않는다,언데드족 덱을 사용한다, 전용BGM을 인섹터 하가, 다이노서 류자키, 밴디트 키스와 공유한다. 이벤트가 끝난 지금은 스테이지 13에 도달하면 게이트에서도 등장하며 특정 미션을 완료하면 해금할 수 있게 되었다.
CG을 지원하는 몬스터
고스트 왕 펌프킹
대사가 나오는 몬스터
땅을 기는 드래곤,스켈곤,엑스 레이더,머더 서커스,드래곤 좀비,메두사의 망령,금빛 맘모스,고스트 공주 펌프린세스,리턴 좀비,리본 좀비,암흑의 성,머더 서커스 좀비,갑옷 무사 좀비,저주받은 하인,떠도는 망자,고스트,저주받은 하인 킹
대사가 나오는 마법카드
수비봉인,융합,황야,자수정,트라이 저주받은 하인 존,언데드 월드,과도한 매장
대사가 나오는 함정카드
사령의 권유,강매 좀비
NPC
좀비 마스터,2인 3각 좀비,악몽의 쇠창살,리빙 데드가 부르는 소리
에스퍼 로바
성우-배정미
기간 한정 이벤트 듀얼 상대로, 플레이어블 캐릭터가 아니다. 게이트에 등장하지 않는다, 사이킥족 덱을 사용한다.
이벤트가 끝난 지금은 스테이지 13에 도달하면 게이트에서도 등장하며 특정 미션을 완료하면 해금할 수 있게 되었다.
CG을 지원하는 몬스터
인조인간-사이코 쇼커-
대사가 나오는 몬스터
랜드스타의 검사,사이버 에스퍼,사이버 래이더,인조인간-사이코 잭커-,마도 기가 사이버,인조인간7호,인조인간-사이코 리터너,마경도사 리플렉트 바운더,인조인간-사이코 로드,
대사가 나오는 마법카드
엿보는 고블린,최면술,세뇌-브레인 컨트롤-,전뇌증폭기,정신조작,백기야공
대사가 나오는 함정카드
제물의 재단,제육감,사이코 쇼크웨이브
전우혁
성우-최원형
기간 한정 이벤트 듀얼 상대로,플레이어블 캐릭터가 아니다. 게이트에 등장하지 않는다. 이벤트가 끝난 지금은 스테이지 13에 도달하면 게이트에서도 등장하며 특정 미션을 완료하면 해금할 수 있게 되었다.

CG을 지원하는 몬스터
없음
대사가 나오는 몬스터
애크러뱃 멍키,가가기고,블랙 매지션,붉은 눈의 흑룡,바바리안 킹,바바리안 1호,바바리안 2호,커맨더,기고바이트,기가 가가기고,고기가 가가기고,가르마 스워드,레어메탈 솔저,레어메탈 레이디,레어메탈 나이트,레어메탈 발키리,썬더 드래곤,썬더 키즈,TM-1 런처 스파이더,화려한 잠입공작원,검투수
대사가 나오는 마법카드
야만족의 광연 LV5,연합군,가르마 스워드의 맹세,공격봉인,융합,사이버네틱 존,더블 트랩
대사가 나오는 함정카드
바바리안 레이지,레어메탈화 마법반사장갑
빛과 어둠의 가면
성우-김래환 (빛의 가면), 임채헌 (어둠의 가면)
기간 한정 이벤트 듀얼 상대로, 플레이어블 캐릭터가 아니다. 게이트에 등장하지 않는다. 이벤트가 끝난 지금은 스테이지 13에 도달하면 게이트에서도 등장하며 특정 미션을 완료하면 해금할 수 있게 되었다.

CG을 지원하는 몬스터
가면마수 데스 가디우스
대사가 나오는 몬스터
가면마수 헬레이저,여사신 누비아,멜키드 사면수,가면주술사 커스트 규라,성스러운 인형,샤인 어비스,암흑의 가면,가면마도사,가면의 어릿광대,봉인의 사슬,자석의 전사 마그넷 발키리온
대사가 나오는 마법카드
가면 마수의 의식,유언의 가면,저주의 가면,흉폭화 가면,마력무력화 가면,선택받은 자
대사가 나오는 함정카드
제물봉인 가면,약체화 가면,투탄 가면,쇠사슬 폭탄,만능지뢰 회색안개
화려한 쿠자크 마이(경이로운 메이 발렌타인)
성우-전숙경
기간 한정 이벤트 듀얼 상대로, 기본적인 사양은 쿠자크 마이로 동일하나 동레벨대 NPC에 비해 수준이 높으며 덱 또한 더욱 수준 높은 '해피' 덱을 사용한다. 플레이어블 캐릭터가 아니며 게이트에 등장하지 않는다.
포효하는 다이노서 류자키(포효하는 다이나소 용만)
성우-전숙경
기간 한정 이벤트 듀얼 상대로, 기본적은 사항은 다이노서 류자키로 동일하나 동레벨대 NPC에 비해 수준이 높으며 덱 또한 '쥐라기 월드', '킬러사우루스' 등이 추가된 공룡족 덱을 사용한다. 플레이어블 캐릭터가 아니며 게이트에 등장하지 않는다.
유우키 쥬다이(주다이)
성우-김장
듀얼 월드 GX에서 새로 추가된 캐릭터로, 게이트에서는 '엘리멘틀 히어로' 덱을 사용한다.
CG을 지원하는 몬스터
엘리멘틀 히어로 네오스,엘리멘틀 히어로 프레임 윙맨
대사가 나오는 몬스터
엘리멘틀 히어로 버스트 레이디,엘리멘틀 히어로 페더맨,엘리멘틀 히어로 와일드맨,엘리멘틀 히어로 버블맨,엘리멘틀 히어로 네크로 다크맨,엘리멘틀 히어로 클레이맨,엘리멘틀 히어로 썬더 자이언트,엘리멘틀 히어로 스파크맨,엘리멘틀 히어로 브레이즈맨,엘리멘틀 히어로 디 어스,엘리멘트 히어로 포레스트맨,엘리멘틀 히어로 오션,엘리멘틀 히어로 마린 네오스,엘리멘틀 히어로 에지맨,엘리멘틀 히어로 와일드 쟤기맨,앨리멘틀 히어로 샤이닝 플레어 윙맨,엘리멘틀 히어로 노바마스터,엘리멘틀 히어로 가이아,엘리멘틀 히어로 에릭실러,엘리멘틀 히어로 에스크리다오,엘리멘틀 히어로 Core.엘리멘틀 히어로 Great TORNADO,네오 스페이시언 아쿠아 돌핀,네오 스페이시언 글로모스,네오 스페이시언 에어 허밍버드,네오 스페이시언 블랙 팬서,날개 크리보,날개 크리보 Lv9,유벨
대사가 나오는 마법카드
융합,융합 해제,순간융합,O-오버 소울,마천루-스카이스크레이퍼-,R-라이트 저스티스,크리보를 부르는 피리,H-히트 하트,융합 회수,네오스페이스,인스턴트 네오스페이스,미러클 콘택트,마력의 광대 크러시,콘택트 아웃,마스크 체인지,평행 세계 융합,현자의 돌-사바티엘,미러클 퓨전(17번째 메인 박스인 revolution beginning에 실제 카드로 수록되어 3장 풀 투입과 스킬 미러클 퓨전 시간!(기적의 융합)사용할 경우 무려 4장까지 사용할 수 있다)
대사가 나오는 함정카드
히어로 베리어,영웅 출현,어스 그라비티,히어로 시그널
NPC
엘리멘틀 히어로 에어맨,E-이멀전시 콜,레인보우 네오스
만죠메 쥰(만죠메)
성우-유동균
듀얼 월드 GX에서 새로 추가된 캐릭터로, 게이트에서는 저레벨에는 '방해꾼' 덱을, 고레벨에는 '암드 드래곤' 덱을 사용한다.전용 BGM을 에드 피닉스와 공유한다.
CG을 지원하는 몬스터
방해꾼 킹,암드 드래곤 LV7
대사가 나오는 몬스터
지옥장군 메피스트,용의 기사,XYZ-드래곤 캐논,Z-메탈 캐터필러,Y-드래곤 헤드,X-헤드 캐논,VWXYZ-드래곤 캐터펄트 캐논,헬 솔저,W-윙 캐터펄트,V-타이거 제트,VW-타이거 캐터펄트,방해꾼 블랙,방해꾼 옐로,방해꾼 그린,방해꾼 블루,방해꾼 나이트,암드 드래곤 LV3,암드 드래곤 LV5,암드 드래곤 LV10,랜스 린드블룸,염옥마인 헬 버너
대사가 나오는 마법카드
썬더 크래시,카오스 엔드,다크 제노사이드 커터,헬 얼라이언스,요술망치,헬 템피스트,전선기지,봉황신의 깃털,레벨 업!,레벨 다운!?,레벨 조정,사차원의 묘,방어륜,암드 체인저,방해꾼 컨트리,마의 탈의실,방해꾼 머슬,방해꾼 델타 허리케인!!,방해꾼만다라,순백의 베일
대사가 나오는 함정카드
보물지도,부활의 무덤,헬 폴리머
NPC
가면룡,라이트닝 보텍스,거대화,헬 블래스트
텐죠인 아스카(안젤라)
성우-윤미나
듀얼 월드 GX에서 새로 추가된 캐릭터로, 게이트에서는 '사이버 엔젤' 덱을 사용한다.
CG을 지원하는 몬스터
사이버 블레이더
대사가 나오는 몬스터
꼬마천사,에뜨와르 사이버,사이버 츄츄,블레이드 스케이터,사이버 엔젤-벤텐-,사이버 엔젤-이다텐-,사이버 쁘띠 엔젤,사이버 짐내시틱스,사이버 엔젤-다키니-,사이버 프리마,화이트나이트 퀸,마인드 온 에어,푸른 얼음의 백야룡,블리자드 프린세스,아이스 블리자드 마스터,얼음 여왕,콜드 인챈터
대사가 나오는 마법카드
융합,퓨전 게이트,계약 이행,길잃은 아기양,리추얼 웨폰,퓨전 웨폰,전사의 생환,기계천사의 의식,기계천사의 절대의식,융합 회수,순백의 베일
대사가 나오는 함정카드
리미트 리버스,홀리 라이프 베리어
NPC
축복의 교회-리츄얼 처치,도블 파세
에드 피닉스
성우-안용욱
듀얼 월드 GX에서 새로 추가된 캐릭터로, 게이트에서는 '데스티니 히어로' 덱을 사용한다.전용 BGM을 만죠메 쥰과 공유한다.
CG을 지원하는 몬스터
데스티니 히어로 블루-D
대사가 나오는 몬스터
데스티니 히어로 다이하드 가이,데스티니 히어로 데블 가이,데스티니 히어로 둠 가이,데스티니 히어로 대거 가이,데스티니 히어로 디라볼릭 가이,데스티니 히어로 대시 가이,데스티니 히어로 더블 가이,데스티니 히어로 다이아몬드 가이,데스티니 히어로 디파티드 가이,데스티니 히어로 디시젼 가이,데스티니 히어로 도그마 가이,데스티니 히어로 디바인 가이,데스티니 히어로 드릴 가이,데스티니 히어로 다크엔젤,데스티니 히어로 데들리 가이,비전 히어로 바이온,D3,The grand JUPITER
대사가 나오는 마법카드
융합,융합 현자,사황제의 능묘,가드 페널티,D-포메이션,다크 시티,오버 데스티니,데스티니 드로우,D-스피릿,싸이크론 블레이드
대사가 나오는 함정카드
D-체인,데스티니 미라지,데스티니 시그널,운명의 파괴,엘리멘틀 차지,D-퓨전,D-포춘
NPC
데스티니 히어로 드레드 가이,드라군 D-엔드.데스티니 히어로 드레드 서번트,데스티니 히어로 덩크 가이,유옥의 시계탑,D-카운터,이터널 드레드
미사와 다이치(한태인)
성우-송준석
듀얼 월드 GX에서 새로 추가된 캐릭터로, 게이트에서는 '하이드로게돈'과 '옥시게돈'을 필두로 '워터 드래곤'의 빠른 소환을 주도하는 공룡족 덱을 사용한다,전용 BGM을 NPC 듀얼리스트와 공유하며, 개인 테마가 없다.
CG 영상을 지원하는 몬스터
워터 드래곤
대사가 나오는 몬스터
리그라스 리퍼,백마도사 피켈,우두귀,원한의 혼 업화,옥시게돈,하리드로게돈,다이아몬드 드래곤,블러드 볼스,카보네돈,주탄동자,붉은 도깨비
대사가 나오는 마법카드
거룡의 도약,리로드,박멸의 사도,본딩-H2O
대사가 나오는 함정카드
풍림화산,봉인 마법의 저주,스피릿 베리어
NPC
매스매티션,마두귀,화차,어리석은 매장,매직 실린더
크로노스
성우-유호한
듀얼 월드 GX에서 새로 추가된 캐릭터로, 게이트에서는 '앤틱 기어' 덱을 사용한다
CG을 지원하는 몬스터
앤틱 기어 골렘
대사가 나오는 몬스터
앤틱 기어,앤틱 기어 솔저,앤틱 기어 캐논,앤틱 기어 비스트,앤틱 기어 엔지니어,앤틱 기어 박스,앤틱 기어 나이트,앤틱 기어 얼티미트 골렘,앤틱 기어 골렘-얼티미트 파운드,앤틱 기어 리액터 드래곤,앤틱 기어 히드라,앤틱 기어 와이반
대사가 나오는 마법카드
융합,마그넷 서클 LV2,앤틱 기어 탱크,앤틱 기어 캐슬,앤틱 기어 핸드,앤틱 기어 폭탄,매직 기어,앤틱 기어 개라지,앤틱 기어 팩토리,앤틱 기어 드릴,앤틱 기어 포트리스,기어 타운
대사가 나오는 함정카드
황금의 사신상
NPC
중력 해제
헬카이저
성우-이상범
듀얼 월드 GX에서 새로 추가된 캐릭터로, 게이트에서 '사이버 다크' 덱을 사용한다
CG을 지원하는 몬스터
사이버 엔드 드래곤
대사가 나오는 몬스터
키메라테크 오버 드래곤,사이버 다크 드래곤,사이버 드래곤 츠바이,사이버 드래곤 드라이,프로토 사이버 드래곤,사이버 레이저 드래곤,사이버 베리어 드래곤,사이버 지라프,사이버 피닉스,사이버 우로보로스,사이버 다크 혼,다이버 다크 에지,사이버 다크 킬,융합 주술봉인 생물-빛,폭탄 드래곤,헬 드래곤,메탈화 기생생물 루나타이트,메탈화 기생생물 솔타이트
대사가 나오는 마법카드
융합,미래융합-퓨처 퓨전,융합 회수,융합 해제,에볼루션 버스트,사이버 리페어 플랜트,사이버네틱 퓨전 서포트,포톤 제너레이터 유닛,사이버다크 임팩트!,사이버네틱 존,무정한 말살,차원유폭,타임 캡슐,파워 본드
대사가 나오는 함정카드
어택 리플렉터 유닛,사이버 네트워크,리턴 소울,메탈화 마법반사장갑,레어메탈화 마법반사장갑,데미지 폴러라이저,퓨전 가드,트랩 재머,사이버 섀도우 가드너
NPC
사이버 드래곤,사이버 트윈 드래곤,사이버 밸리,오버로드 퓨전,파워 월
요한 안데르센
성우-정선혜
듀얼 월드 GX에서 새로 추가된 캐릭터로, 게이트에서 '보옥수' 덱을 사용한다.
CG을 지원하는 몬스터
궁극보옥신 레인보우 드래곤
대사가 나오는 몬스터
보옥수 토파즈 타이거,보옥수 앰버 맘모스,환상의 총사,보옥수 코발트 이글,보옥수 애머지스트 캣,보옥수 루비 카번클,보옥수 에머랄드 터틀,보옥수 사파이어 페가수스,The tripping MERCURY,그레이브 스쿼머
대사가 나오는 마법카드
보옥의 인도,보옥의 나무,보옥의 해방,보옥의 은혜,보옥의 계약,레어 벨류
대사가 나오는 함정카드
레인보우 라이프,유발소환,무지개의 행방,보옥의 기도,무지개의 인력,보옥의 쌍벽
NPC
보옥의 집결
유벨
성우-채의진
듀얼 월드 GX에서 새로 추가된 캐릭터로, 게이트에서'악마'덱을 사용한다.
CG을 지원하는 몬스터
유벨,신염황제 우리아,환마황제 라비엘,번개황제 하몬
대사가 나오는 몬스터
유벨-다스 압쇼이리히 리터,유벨-다스 엑스트리머 트라우리히 드라헨,엘리멘틀 히어로 네오스,그레이브 스쿼머,스플릿 데먼 로즈,매드 리로더,새크리파이스 로터스,환상의 총사,토치 골렘,팬텀 오브 카오스,혼돈환마 아미타일,카오스 코어,암흑의 소환신,네오스 와이즈맨,궁극보옥신 레인보우 다크 드래곤
대사가 나오는 마법카드
융합,매직 크로니클,패 좌절,초융합
대사가 나오는 함정카드
레인보우 라이프,데먼 발삼 시드,체인 머티리얼,카오스 버스트,마궁의 뇌물,헤이트 버스터,제로 스프라이트
강민
성우-안현서
듀얼 월드 GX에서 새로 추가된 캐릭터로, 게이트에서'로이드'덱을 사용한다.
CG을 지원하는 몬스터
슈퍼 비크로이드 점보 드릴
대사가 나오는 몬스터
슈퍼 비크로이드 스텔스 유니온,극전기왕 바르바로이드,유에프오로이드 파이터,유에프오로이드,스팀자이로이드,구조 구급로이드,페어싸이크로이드,아머로이드 가이덴고,익스프레스로이드,서브마린로이드,구조로이드,네이비로이드,구급로이드,패트로이드,드릴로이드,싸이크로이드,스텔스로이드,스팀로이드,트럭로이드,자이로이드,제트로이드,데코이로이드,믹서로이드,사이버 피닉스,사이버 다크 드래곤,사이버 다크 혼,사이버 다크 에지,사이버 다크 킬,블랙 매지션 걸,번개낭랑
대사가 나오는 마법카드
수비봉인,융합,기계 개조 공장,웨폰 체인지,비상 식량,마력 절약술,사이버네틱 퓨전 서포트,비크로이드 커넥션 존,사이버다크 임팩트!,실드 크러시,메가로이드 시티
대사가 나오는 함정카드
마이크로 광선,슈퍼 차지,퓨전 가드,신비한 차고,레드 로이드 콜
NPC
진입금지! No Entry!
티라노 켄잔
성우-홍진욱
듀얼 월드 GX에서 새로 추가된 캐릭터로, '공룡'덱을 사용한다.
CG을 지원하는 몬스터
궁극의 티라노
대사가 나오는 몬스터
초전도 티라노,용각수 브라키온,블랙 티라노,암흑 드리케라톱스,오버텍스 고아틀루스,프로스트사우루스,길라 사우루스,하이퍼 해머헤드,디노 인피니티,자이언트 렉스,킬러사우루스,배이비 케라사우루스,블랙 스테고,블랙 벨로키,블랙 브라키,블랙 프테라,기적의 쥬라기 에그,맹진하는 검뿔소,엘리멘트 사우루스,메가로스매셔X,세이버 사우루스,초고대 티라노,궁극의 전도 티라노,다크 티라노,영혼을 먹는 오비랍토르,환창의 미세라사우루스,쁘띠라노돈
대사가 나오는 마법카드
쥐라기 월드,황야,초진화약,대진화약,궁극진화약,리빙 파슬,어스퀘이크,화석조사,시공초월,체온 상승,로스트월드,테일 스윙
대사가 나오는 함정카드
화석발굴,생존본능,생존경쟁,수렵본능,대분화,대지진,생존경계,쥬락 임팩트,쥐라기 임팩트
사이오
성우-손정성
듀얼 월드 GX에서 새로 추가된 캐릭터로, '아르카나'덱을 사용한다.
CG을 지원하는 몬스터
아르카나 포스 EX-빛의 통치자
대사가 나오는 몬스터
아르카나 포스 0-더 풀,아르카나 포스 |-더 매지션,아르카나 포스 |||-디 임프레스,아르카나 포스|V-디 엠페러,아르카나 포스 V|-더 러버즈,아르카나 포스 V||-더 채리어트, 아르카나 포스 X|V-템퍼러스,아르카나 포스 XV|||-더 문,아르카나 포스 XX|-더 월드,아르카나 포스 EX-어둠의 통치자,아르카나 포스 V|||-스트렝스(GX 애니메이션에서는 등장하였지만 OCG화 되지는 않았다),아르카나 포스 XII-더 헹드 맨(CX 애니메이션에서는 등장하였지만 OCG화는 되지는 않았다),아르카나 포스 XV-더 데블(GX 애니메이션에서는 등장하였지만OCG화는 되지는 않았다)
대사가 나오는 마법카드
컵 오브 에이스,빛의 결계,죽은 자의 환생,순백의 베일,더 헤븐즈 로드(GX 애니메이션에서는 등장하였지만 OCG화는 되지는 않았다),수트 오브 스워드X(GX 애니메이션에서는 등장하였지만 OCG화는 되지는 않았다),
대사가 나오는 함정카드
아르카나 콜,역전하는 운명,사신의 순유,더 머티리얼 로드(GX 애니메이션에서는 등장하였지만 OCG화는 되지는 않았다),더 스피리츄얼 로드(GX 애니메이션에서는 등장하였지만 OCG화는 되지는 않았다)
OCG화 되지 않은 카드들
아르카나 포스 ||-더 하이 프리스티스,아르카나 포스 V-더 하이어로팬트,아르카나 포스IX-더 허밋,아르카나 포스 X-휠 오브 포츈,아르카나 포스 XI-저스티스,아르카나 포스 XIII-데스,아르카나 포스 XVI- 더 타워,아르카나 포스 XVII-더 스타,아르카나 포스 XIX-더 선,아르카나 포스 XX-wjwlajsxm
주다이/유벨
성우-김장&채의진
듀얼 월드 GX에서 새로 추가된 캐릭터로 , '엘리멘틀 히어로와 네오 스페이시언'덱을 사용한다.
CG을 지원하는 몬스터
엘리멘틀 히어로 갓 네오스,엘리멘틀 히어로 네오스,엘리멘틀 히어로 플레임 윙맨,유벨
대사가 나오는 몬스터
엘리멘틀 히어로 에어 네오스,엘리멘틀 히어로 아쿠아 네오스,엘리멘틀 히어로 페더맨.엘리멘틀 히어로 에지맨,엘리멘틀 히어로 플레어 네오스,엘리멘틀 히어로 버블맨,엘리멘틀 히어로 버스트 레이디,엘리멘틀 히어로 카오스 네오스,엘리멘틀 히어로 클레이맨,엘리멘틀 히어로 코스모 네오스,엘리멘틀 히어로 블랙 네오스,엘리멘틀 히어로 에릭실러,엘리멘틀 히어로 플레어 네오스,엘리멘틀 히어로 글로우 네오스,엘리멘틀 히어로 그랜드 네오스 엘리멘틀 히어로 그랜드맨,엘리멘틀 히어로 마그마 네오스,엘리멘틀 히어로 마린 네오스,엘리멘틀 히어로 네뷸라 네오스,엘리멘틀 히어로 코스모 네오스(작중에서는 쿼드러플 콘택트 융합이라고 한다),엘리멘틀 히어로 네크로 다크맨,엘리멘틀 히어로 네오스 나이트,엘리멘틀 히어로 플리즈마,엘리멘틀 히어로 솔리드맨,엘리멘틀 히어로 브레이즈맨,엘리멘틀 히어로 샤이닝 플레어 윙맨,엘리멘틀 히어로 스파크맨,엘리멘틀 히어로 스톰 네오스,엘리멘틀 히어로 템피스터,엘리멘틀 히어로 브레이브 네오스,엘리멘틀 히어로 와일드 쟤기맨,엘리멘틀 히어로 와일드맨 엘리멘틀 히어로 디 어스,엘리멘틀 히어로 가이아,엘리멘틀 히어로 더 샤이닝,엘리멘틀 히어로 에스크리다오,엘리멘틀 히어로 노바마스터,엘리멘틀 히어로 앱솔루트 Zero,엘리멘틀 히어로 Great TORNADO,엘리멘틀 히어로 Core,네오 스페이시언 에어 허밍버드,네오 스페이시언 아쿠아 돌핀,네오 스페이시언 블랙 팬서,네오 스페이시언 플레어 스캐럽,네오 스페이시언 글로모스,네오 스페이시언 그랜드 몰,네오 스페이시언 마린 돌핀,네오 스페이시언 트윈클 모스,네오 스페이시언,코쿤 칙키,코쿤 돌피너,코쿤 라바,코쿤 모그,코쿤 판텔,코쿤 피니,날개 크리보,날개 크리보 Lv9,날개 크리보 Lv10,유벨-다스 압쇼이리히 리터,유벨-다스엑스트레머 트라우리히 드라헨,댄디라이언,어니스트,어니스트 네오스,네오스 와이즈맨,레인보우 네오스
대사가 나오는 마법카드
융합,융합 해제,순간융합,융합 회수,평행 세계 융합,초융합,E-이멀전시 콜,H-히트 하트,O-오버 소울,R-라이트 저스티스,히어로 플래시!!,코쿤 파티,콘택트,콘택트 게이트,콘택트 아웃,미러클 콘택트,컨버트 콘택트,미러클 퓨전,리버스 오브 네오스,래스 오브 네오스,네오스페이스,네오스 포스,네오스 퓨전,인스턴트 퓨전,인스턴트 네오스페이스,더블히어로어택,다섯번째 희망,레인보우 베일,스페이시어 기프트,스파크 건,크리보를 부르는 소리,진화하는 날개,마천루-스카이스크레이퍼-,마천루2-히어로 시티,스카이 스크레이퍼 슛,종언의 땅,NEX
대사가 나오는 함정카드
히어로 베리어,히어로 블래스트,히어로 역습,히어로 시그널,영웅 출현,알케미 사이클,코쿤 베일,이차원 터널 미러 게이트,NEXT
레이
성우-윤미나(안젤라와 같은 성우)
듀얼 월드 GX에서 새로 추가된 캐릭터로, '사랑 빠진 소녀,라이트로드'덱을사용한다.
CG을 지원하는 몬스터
없음
대사가 나오는 몬스터
사랑에 빠진 소녀, 미아견 마론, 백마도사 피켈, 마법나라 왕녀-피켈, 흑마도사 쿠란, 마법나라 왕녀-쿠란, 지령사 아우스, 수령사 에리아, 화령사 히타, 풍령사 윈, 암령사 달크, 광령사 라이너, 빙의장착-아우스, 빙의장착-에리아, 빙의장착-히타, 빙의장착-윈, 빙의장착-달크, 빙의장착-라이너, 난폭한 아우스, 솟구치는 에리아, 타오르는 히타, 휘몰아치는 윈, 라이트로드 헌터 라이코, 불행한 소녀, 불행한 걸, 윙 에그 엘프, 미스틱 에그, 미스틱 베이비 드래곤, 미스틱 베이비 매지션, 미스틱 베이비 나이트, 미스틱 드래곤, 미스틱 매지션, 미스틱 나이트, 스파이크 에그
대사가 나오는 마법카드
큐피트의 키스, 행복한 결혼,추억의 그네 죽은 자의 환생, 희생양, 길잃은 아기양, 멍멍이!?, 왕녀의 시련, 빙의각성, 미스틱 레볼루션
대사가 나오는 함정카드
디펜스 메이든, 빛의 소집, 피켈의 마법진, 피켈의 독심술, 라이벌 등장! 지령술-「철」, 수령술-「규」, 화령술-「홍」, 풍령술-「아」, 광령술-「성」, 암령술-「욕망」, 빙의해방
유성
성우-신용우
듀얼 월드 5Ds에서 새로 추가된 캐릭터로,'전사족'덱을 사용한다.
CG을 지원하는 몬스터
스타더스트 드래곤,정크 워리어
대사가 나오는 몬스터
코즈믹 블레이저 드래곤,성광신룡 스타더스트 시프르,진섬광룡 스타더스트 크로니클,섬광룡 스타더스트,슈팅 스타 드래곤,스타더스트 워리어,로드 워리어,니트로 워리어,라이트닝 워리어,그레비티 워리어,스타더스트 차지 워리어,스타더스트 어썰트 워리어,스피드 워리어,정크 버서커,정크 아처,정크 싱크론,정크리보,퀵 싱크론,로드 싱크론,니트로 싱크론,제트 싱크론,볼트 고슴도치,로드 러너,레드 데몬즈 드래곤,블랙 로즈 드래곤,고대 요정 드래곤,파워 툴 드래곤,블랙 페더 드래곤
대사가 나오는 마법카드
구속해방파,백은의 날개,사각에서의 일격,슈팅 소닉,싱크로 기프트,어드밴스 드로우,이중소환,정크 어택,조율,조화의 패,파이팅 스피릿,패러렐 트위스터,하프 셧,스타라이트 정크션,Sp-엔젤 배턴(OCG화 되지 않은 스피드 스펠인 Sp-엔젤 배턴이 음성 데이터로 존재한다.)
대사가 나오는 함정카드
스피릿 포스,리미터 브레이크,엔젤 기프트,기적의 낙조,가트 블록,황야의 토네이도,고철의 허수아비,기브&테이크,튜너즈 베리어,필사의 패,비극의 방아쇠,백은의 베리어-실퍼 포스-,로스트 스타 디센트,긴급동조,슈팅 스타,스타더스트 리스파크,스타더스트 플래시,스타더스트 로드
잭 아틀러스
성우-김승준
듀얼 월드 5Ds에서 새로 추가된 캐릭터로,'악마족'덱을 사용한다.
CG을 지원하는 몬스터
레드 데몬즈 드래곤
대사가 나오는 몬스터
레드 데몬즈 드래곤 스카라이트,레드 데몬즈 드래곤/버스터,레드 데몬즈 드래곤 타이란트,염마룡 레드 데몬,염마룡 레드 데몬 어비스,염마룡 레드 데몬 베리얼,염마룡왕 레드 데몬 캘러미티,크림즌 블레이더,데몬 카오스 킹,천랑왕 블루 세이리오스,천형왕 블랙 하이랜더,풍래왕 와일드 와인드,스몰 피스 골렘,미드 피스 골렘,빅 피스 골렘,멀티 피스 골렘,바이스 드래곤,레드 라이징 드래곤,레드 와이번,레드 가드너,다크 스프로켓터,회진왕 애쉬 거쉬,다크 레조네이터,플레어 레조네이터,클락 레조네이터,포스 레조네이터,레드 레조네이터,레드 미러,레드 스프린터,더블 레조네이터,기술왕 문 스타,스타더스트 드래곤
대사가 나오는 마법카드
융합,콜 레조네이터,트러스트 마인드,홍련마룡의 항아리,크림즌 헬 시큐어
대사가 나오는 함정카드
강화소생,리젝트 리본,데먼즈 체인,로스트 스타 디센트,리바이벌 기프트,스카레드 코쿤,싱크론 리플렉트,왕혼조화,어썰트 스피릿,크림즌 헬 플레어,킹 스카레트,킹스 싱크로,파괴신의 계보,레드 슈프리머시
아나트 아키
성우-김민정
듀얼 월드 5Ds에서 새로 추가된 캐릭터로 ,'식물족'덱을 사용한다.
CG을 지원하는 몬스터
블랙 로즈 드래곤
대사가 나오는 몬스터
린천사 퀸 오브 로즈,스플렌디드 로즈,로즈 텐터클스,로즈 파라딘,리바이벌 로즈,블랙 로즈 위치,로즈 아처,블루 로즈 드래곤,밤장미 기사,장미의 요정,장미 러버,볼태닉컬 라이오,로드 포이즌,다크 버저,카피 플랜트,그로우업 벌프,이블 손,준희 티타니얼,대린마천사 로자리언,마천사 로즈 소서러,스타더스트 드래곤
대사가 나오는 마법카드
거짓의 씨앗,광식물의 범람,매직 플랜터,증오의 가시,프레이그런스 스톰
대사가 나오는 함정카드
긴급동조,도플 게이너,리플렉트 네이처,성식-레벨 클라인-,식물연쇄,아이비 샤클,오버 데드 라인,블로선 봄버,하프 카운터
크로우 호건
성우-박서진
듀얼 월드 5Ds에서 새로 추가된 캐릭터로,'BF(블랙 페더)'덱을 사용한다.
CG을 지원하는 몬스터
블랙 페더 드래곤
대사가 나오는 몬스터
BF-고고한 실버 윈드,BF-암즈 윙,BF-격진의 아브로오로스,BF-칠흑의 엘펜,BF-첨예의 보라,BF-순풍의 아리제,BF-잔야의 크리스,BF-역권의 토네이도,BF-정예의 제피로스,BF-흑창의 블래스트,BF-푸흔 화염의 슈라,BF-아지랑이의 캄
대사가 나오는 마법카드
검은 선풍,검은 날개의 패,리로드,블랙 페더 슛,어게인스트 윈드,페더 윈드 어택
대사가 나오는 함정카드
갓버드 어택,검은 날개의 인도,델타 크로우-안티 리버스,디펜더즈 크로스,블랙 리벤지,블랙 백,블랙 부스트,블랙 썬더,트랩 스턴,페이크 페더,BF-마인,BF-백 플러시
루아
성우-서유리
듀얼 월드 5Ds에서 새로 추가된 캐릭터로,'D(디포머)'덱을 사용한다.
CG을 지원하는 몬스터
파워 툴 드래곤
대사가 나오는 몬스터
D.모바폰,D.마그넨 |,D.크리넌,D.라이튼,D.스마폰,D.리모콘,D.카메란,D.스코픈,D.라디온,D.비디온,D.팟틴,가제트 드라이버,공투하는 랜드스타의 검사,고대 요정 드래곤
대사가 나오는 마법카드
D.스피드 유닛,D.리페어유나이트,D.코드,D.필드,더블 툴 D&C,정크 BOX,브레이크 드로우,백기야공,요술망치,트위스터,로켓 파일더,파워 피캑스
대사가 나오는 함정카드
D.스크램블,D.게이저,D.베리어,브랜D,마궁의 뇌물,디폼,파워 업 커넥터,긴급동조
루카
성우-김성연
듀얼 월드 5Ds에서 새로 추가된 캐릭터로,'천사족'덱을 사용한다.
CG을 지원하는 몬스터
고대 요정 드래곤
대사가 나오는 몬스터
요정왕 오베론,썬라이트 유니콘,레굴루스,페어리 아처,로지드 버드,요정의 선물,고대 엘프,써니 픽시,위드,스포어,크리본,제리 빈즈맨,파워 툴 드래곤
대사가 나오는 마법카드
고대의 숲,유니콘의 뿔,고대 리프, 이중 파문, 구급구명, 샘의 정령, 은혜의 단비,로켓 파일더,센트럴 실드,대지 분쇄, 빛의 봉인검, 리미터 해제,Pain to Power
대사가 나오는 함정카드
요정의 바람,기프트 카드, 갈리트랩 -픽시의 원- , 선물 카드, 신의 은총
특히마루가루카를엄청좋아한다
우시오
성우-양준건
듀얼 월드 5Ds에서 새로 추가된 캐릭터로,'전사족'덱을 사용한다.
CG을 지원하는 몬스터
고요우 가디언
대사가 나오는 몬스터
고요우 체이서,고요우 프레데터,고요우 엠페러,몽타주 드래곤,수갑 드래곤,어썰트 건도그,게이트 블록커,고로고루,헬웨이 패트롤,사무라이 스워드 바론,서치 스트라이커,체이스 스커드,화려한 잠입공작원,주테 나이트,트래퍼트,헬 시큐리티
대사가 나오는 마법카드
검열,웜 베이트
대사가 나오는 함정카드
더스트 토네이도,도청,리그렛 리본,시큐리티 볼,작렬 장갑
다크 시그너 키류 쿄스케
성우-이주창
듀얼 월드 5Ds에서 새로 추가된 캐릭터로,'악마족'덱을 사용한다.
CG을 지원하는 몬스터
지박신 Ccapac Apu(코카파크 아프)
대사가 나오는 몬스터카드
원헌드레드 아이 드래곤,인페르니티 디스트로이어,인페르니티 제너럴,인페르니티 아처,인페르니티 데몬,인페르니티 리벤저,인페르니티 미라지,인페르니티 리로더,인페르니티 비틀,인페르니티 드원프,인페르니티 비스트,인페르니티 네크로맨서,인페르니티 나이트,인페르니티 가디언,인페르니티 비숍,인페르니티 제로,인페르니티 클라이머,인페르니티 퀸,인페르니티 폰,인페르니티 세이지,인페르니티 실드베어러,인페르니티 스피어베어러,지박대신관,블러드 볼스(소환대사와공격대사가 있다)
대사가 나오는 마법카드
인페르니티 건,허무한 파동,무의 연옥,연옥의 계약,지박신의 부활,지박선풍,스피드 월드,스피드 월드 2,ZERO-MAX
대사가 나오는 함정카드
인페르니티 포스,인페르니티 브레이크,인페르니티 인페르노,인페르니티 리플렉터,인페르니티 베리어,뎁스 애뮤릿,핸드리스 페이크,극한으로의 충동,데미지 트랜슬레이션,영예의 제물,성급한 부활,포박된 신을 향한 제단,지박신의 포효,지박파
다크 시그너 칼리
성우-이지현
듀얼 월드 5Ds에서 새로 추가된 캐릭터로,'포츈 레이디'덱을 사용한다.
CG을 지원하는 몬스터
지박신 Aslla Piscu
대사가 나오는 몬스터카드
포츈 레이디 라이티,포츈 레이디 파이리,포츈 레이디 윈디,포츈 레이디 워테리,포츈 레이디 다르키,포츈 레이디 어시,포츈 레이디 패스티,포츈 레이디 에버리(다크 싱크로 전용 효과 및 대사),카토브레퍼스와 운명의 마녀,솔리테어 매지컬
대사가 나오는 마법카드
타임 패시지,퓨처 비전
대사가 나오는 함정카드
포츈 인헤리트,포츈 슬립,지박파,포박된 신을 향한 제단,운명만곡
다크 시그너 렉스 고드윈
성우-서원석
듀얼 월드 5Ds에서 새로 추가된 캐릭터로,'악마족'덱을 사용한다.
CG을 지원하는 몬스터
지박신 Wiraqocha Rasca
대사가 나오는 몬스터카드
지박신 Aslla Piscu,지박신 Ccapac Apu,지박신 Uru,지박신 Ccarayhua,지박신 Chacu Challhua,지박신 Cusillu,지박대신관,지박초신관,태양의 신관,아포카테쿠일,붉은 개미 아스카톨,사역의 신관-아스카톨,수파이,죽음의 신관-수파이.태양룡 인티,월영룡 쿠이라,사신관 칠람 사바크,천륜의 장송사,천륜의 쌍성도사,울음 신의 석상,천궁패룡 드래고어센션,얼티마야 촐킨,궁극환신 얼티메틀 비시바르킨,기계룡 파워 툴,요정룡 고대,월화룡 블랙 로즈,염마룡 레드 데몬,현익룡 블랙 페더,연옥룡 오우거 드라군,마왕룡 베에르제,마왕초룡 베에르제우스,명계룡 드래고네크로,명계탁룡 드래고큐트스
대사가 나오는 마법카드
태양의 제단,지박지상회,스피드 월드,스피드 월드 2,스피드 스펠(스피드 스펠 하나를 특정하진 않지만 스피드 스펠 카드 발동 대사가 존재한다)
대사가 나오는 함정카드
디스트럭트 포션,지박파,지박신의 포효,구극지박신,영예의 제물,포박된 신을 향한 제단,천벌,메테오 프로미넌스,성급한 부활,바이=마세의 울화,더렵혀진 대지,성스러운 방어막 거울의 힘,신의 심판
카이바(DSOD)
성우-장성호
듀얼 월드 DSOD에서 새로 추가된 캐릭터로,'드래곤,X,Z,Y'덱을 사용한다.
CG을 지원하는 몬스터
푸른 눈의 백룡(세 종류의 대사 중 랜덤으로 재생한다,DSOD버전 푸른 눈의 백룡의 소환 애니메이션이 따로 생겨서 한 게임에 푸른 눈의 백룡 소환 애니메이션을 2번이나 볼 수 있다.정확하게는 새롭게 지급하는 신규 일러스트 푸른 눈의 백룡 소환시 신규 소환 애니메이션이 등장하고 기존에 존재하던 일러스트의 푸른 눈의 백룡 소환시엔 기존의 소환 애니메이션이 등장한다),오벨리스크의 거신병
대사를 지원하는 몬스터
궁극의 푸른 눈의 백룡,하얀 영룡(DSOD 업데이트 이후로는 DM카이바에서도 재생된다),푸른 눈의 솔리드 드래곤(DSOD 업데이트 이후로는 DM카이바에서도 재생된다),팬더믹 드래곤,크리스탈 드래곤,블러드 볼스(공격시에만 말한다),어썰트와이반,정의의 아군 카이바맨(소환할 때 대사는 없고,효과를 발동할 때 대사가 나온다),어둠의 어릿광대 사기,드래곤의 제왕,딥아이즈 화이트 드래곤,X-헤드캐논,Y-드래곤 헤드,Z-메탈 캐터필러,XY-드래곤 캐논,XZ-캐터필러 캐논,YZ-캐터필러 드래곤,XYZ-드래곤 캐논,B-버스터 드레이크,진 궁극의 푸른 눈의 백룡,푸른 눈의 아백룡,카이저 블러드 볼스,푸른 눈의 카오스 MAX 드래곤,푸른 눈의 쌍폭렬룡,궁극의 푸른 눈의 아룡,푸른 눈의 카오스 드래곤,A-어썰트 코어,C-크러시 와이반,ABC-드래곤 버스터,AtoZ-드래곤 버스터캐논,드래곤의 통제자
대사가 나오는 마법카드
드래곤 자각의 선율,멸망의 폭렬질풍탄,빙고머신 GO!GO!(DSOD 업데이트 이후로는 DM카이바에서도 재생된다),융합,코스트 다운,파란 눈의 위광,용의 투지,카오스 폼,드래곤을 부르는 피리,수축,침묵의 죽은자,빛의 인도,드래곤 부활의 광주,죽은 자의 소생,천성의 복종,생명 단축의 패,파란 눈의 격림,궁극의 우뢰탄
대사가 나오는 함정카드
대역의 암흑,융폭,카운터 게이트,크리스탈 아바타,클론 복제,아공간 물질 전송장치,마법 제거 세균 병기,최후 돌격명령,강인!무적!최강!
모크바(DSOD)
성우-곽규미
듀얼 월드 DSOD에서 새로 추가된 캐릭터로,'드래곤'덱을 사용한다.
CG을 지원하는 몬스터
푸른 눈의 백룡(DM때와 마찬가지로 푸른 눈의 백룡 소환 애니메이션이 있다,극장판 카이바보다는 하나 적지만 대사가 두 종류이다.)
대사가 나오는 몬스터카드
궁극의 푸른 눈의 백룡,하얀 영룡,푸른 눈의 솔리드 드래곤,코모도 드래곤,알렉산드라이트 드래곤,다이아몬드 드래곤,사파이어 드래곤,에머랄드 드래곤,정의의 아군 카이바맨,영묘의 수호자,포키 드라코,청룡의 소환사,토템 드래곤,용의 첨병,드래곤의 제왕,드래고닉 가드,드래곤의 마녀,데코이 드래곤,드래곤의 통제자,래브라도라이드래곤
대사가 나오는 마법카드
은룡의 굉포,멸망의 폭렬질풍탄,빙고머신 GO!GO!,융합,드래곤 자각의 선율,드래곤을 부르는 피리,용의 교감,드래곤 부활릐 광주,부활의 복음,용의 영묘
대사가 나오는 함정카드
용의 환생
세라(DSOD)
성우-송하림
듀얼 월드 DSOD에서 새로 추가된 캐릭터로,'방계'덱을 사용한다.
CG을 지원하는 몬스터
없음
대사가 나오는 몬스터카드
유성방계기 듀자,방계수 블레이드 가르디아,방계초수 버스터 간다일,암흑방계신 크림즌 노바,암흑방계사신 크림즌 노바 트리니티,방계수 다크 가넥스,방계제 게이라 가일,방계초제 인디오라 데스 볼트,방계제 발칸 드라그니,방계윤 비잠
대사가 나오는 마법카드
방계법,방계업,방계파동
대사가 나오는 함정카드
방계만다라,방계강세,방계연기,방계윤회,방계합신,방계방진(OCG화는 되지 않았다)
구만(DSOD)
성우-박요한
듀얼 월드 DSOD에서 새로 추가된 캐릭터로,'악마족,기계족'덱을 사용한다.
CG을 지원하는 몬스터
없음
대사가 나오는 몬스터카드
D-보이즈,험프티 댄디,아바키
대사가 나오는 마법카드
악몽의 고문실
대사가 나오는 함정카드
없음
조이(DSOD)
성우-강수진
듀얼 월드 DSOD에서 새로 추가된 캐릭터로,'전사족','드래곤'덱을 사용한다.
CG을 지원하는 몬스터
붉은 눈의 흑룡
대사가 나오는 몬스터카드
와이반 전사,엑스 레이더,베이비 드래곤,격투전사 얼티미트,랜드스타의 검사,화염의 검사,시간의 마술사,천년룡,로켓 전사,길포드 더 라이트닝,악마룡 블랙 데몬즈 드래곤,철의 기사 기어프리드,흉내쟁이 환술사,용암 마신 라바 골렘,칠흑의 표범전사 팬서 워리어,인조인간-사이코 쇼커-,블랙 데몬즈 드래곤,메테오 블랙 드래곤,전설의 어부,마법 기사 길티어,드래곤을 탄 와이반,리틀 윈가드,아기 흑룡,블랙 메탈 드래곤,전설의 흑석,붉은 눈의 철기사-기어프리드,붉은 눈의 흉성룡-메테오 드래곤,붉은 눈의 흉뢰왕-이블 데몬,붉은 눈의 유룡,붉은 눈의 소각룡,붉은 눈의 비룡,붉은 눈의 흑인룡,붉은 눈의 흑염룡,붉은 눈의 아흑룡,유성룡 메테오 블랙 드래곤
대사가 나오는 마법카드
융합,천사의 주사위,롤렛 스파이더,희생양,허리케인,샐러맨드라,번개검,가시신의 살충제,초원,어리석은 매장,흑염탄,홍옥의 패,붉은 눈 인사이트,오른손엔 방패 왼손엔 검,붉은 눈 융합
대사가 나오는 함정카드
악마의 주사위,도굴꾼,매직 암 실드,쇠사슬 부메랑,몬스터 BOX,함정 속으로,메탈화 마법반사장갑,붉은 눈 스피릿,붉은 눈의 개선,붉은 눈 번,쇠사슬 붉은 눈 송곳니
안수진(DSOD)
성우-박선영
듀얼 월드 DSOD에서 새로 추가된 캐릭터로, '마법사족','천사족'덱을 사용한다.
CG을 지원하는 몬스터
블랙 매지션 걸
대사가 나오는 몬스터카드
블랙 매지션 걸, 툰 블랙 매지션 걸, 블랙 매지션, 베리 매지션 걸, 레몬 매지션 걸, 애플 매지션 걸, 초코 매지션 걸, 키위 매지션 걸, 환상의 견습 마도사, 춤추는 요정, 크리보온, 댄싱 엘프, 댄싱 솔저
대사가 나오는 마법카드
댄스의 유혹, 신의 입김, 흑마술의 계승, 현자의 보석, 사제의 연, 흑·마·도·연·탄, 흑·마·도·폭·열·파, 흑·폭·열·파·마·도, 매직 익스팬드, 마술의 주문서, 피스의 고리, 결속 UNITY
대사가 나오는 함정카드
매지션즈 콤비네이션, 매지션즈 서클, 매지션즈 내비게이트, 매지션즈 프로텍션, GUY 댄스

### NPC 듀얼리스트
듀얼 월드에 상시로 나타나며, 사용하는 덱은 NPC 덱 중 랜덤으로 구성된다. NPC 듀얼리스트로 플레이할 수는 없다.
일부 캐릭터는 한정된 듀얼 월드에서만 등장한다.
활기찬 학생(조시)/듀얼 월드 DM,DSOD에서만 등장
쿨한 학생(앤드류)/듀얼 월드 DM,DSOD에서만 등장
과묵한 학생(다니엘)/듀얼 월드 DM,DSOD에서만 등장
절호조의 학생(크리스틴)/듀얼 월드 DM,DSOD에서만 등장
듀얼을 좋아하는 학생(제스)/듀얼 월드 DM,DSOD에서만 등장
마이페이스인 학생(헤일리)/듀얼 월드 DM,DSOD에서만 등장
에반/듀얼 월드 GX에서만 등장
로건/듀얼 월드 GX에서만 등장
재커리/듀얼 월드 GX에서만 등장
카일리/듀얼 월드 GX에서만 등장
알리사/듀얼 월드 GX에서만 등장
매디슨/듀얼 월드 GX에서만 등장
시큐리티/듀얼 월드 5D's에서만 등장
클로이/듀얼 월드 5D's에서만 등장
에리카/듀얼 월드 5D's에서만 등장
리암/듀얼 월드 5D's에서만 등장
와일드 댄/듀얼 월드 5D's에서만 등장
멋진 스탠/듀얼 월드 5D's에서만 등장
활기찬 소년(미키)
어른스러운 소년(닉)
깜찍한 소녀(에마)
심약한 소녀(벨라)
시원한 청년(제이)
예의바른 청년(데이빗)
밝은 아가씨(멕)
친절한 아가씨(애슐리)
코나미(방랑자)
유희왕 태그 포스의 주인공으로, 듀얼 시 플레이어 쪽에서 특정 페널티를 안고 시작하는 대신, 경험치를 보통 듀얼리스트보다 더 많이 지급한다.

## 평가
| 평가                                                                                             |             |
| ------------------------------------------------------------------------------------------------ | ----------- |
| 통합 점수 통합사 점수 메타크리틱 iOS: 81/100 [ 5 ] 평론 점수 평론사 점수 Pocket Gamer 9/10 [ 6 ] |             |
| 통합 점수                                                                                        |             |
| 통합사                                                                                           | 점수        |
| 메타크리틱                                                                                       | iOS: 81/100 |
| 평론 점수                                                                                        |             |
| 평론사                                                                                           | 점수        |
| Pocket Gamer                                                                                     | 9/10        |